# Hyposoter placidus
Hyposoter placidus là một loài tò vò trong họ Ichneumonidae.